# Villa Il Renaccio
Villa Il Renaccio o Villa Borgheri è una dimora storica italiana, situata in via delle Selve a Scandicci Alto (Firenze).

## Storia
Via delle Selve prende tale nome in ricordo delle fitte macchie di vegetazione della zona. 
La villa appartenne, in origine, alla potente famiglia Macci. Nel 1498 l'immobile passò a Benedetto di Bartolomeo. Nel Cinquecento appartenne ai Pintelli e poi ai discendenti di Michele di Pagolo da Sangallo. Nel 1645 Orsola di Pagolo da Sangallo la portò in dote a Camillo di Antonio Baldigiani di Rocca San Casciano. Agli inizi del '900 fu acquistata dalla famiglia Borgheri, donde prende l'attuale nome la villa. 
La grande costruzione venne rimaneggiata nel corso del XIX secolo.
La villa possiede una cappella intitolata a Santa Teresa.

## Descrizione
La facciata presenta delle finestre inginocchiate ed un portone ad arco, con bozze lisce che riporta lo stemma dei Baldigiani, che possedettero la villa nel XVII secolo e che ci hanno lasciato la villa come la vediamo oggi. 
Lo stemma è sormontato dal motto sans façon, scolpito in pietra.
All'interno troviamo stanze affrescate da vari paesaggi e rovine, tipico della pittura settecentesca.
La cappella fu costruita da Paolo Filippo Baldigiani nel 1745.
L'altare è decorato con foglie dorate e con gli stemmi della famiglia sopracitata nella facciata.